# 蔡同德堂

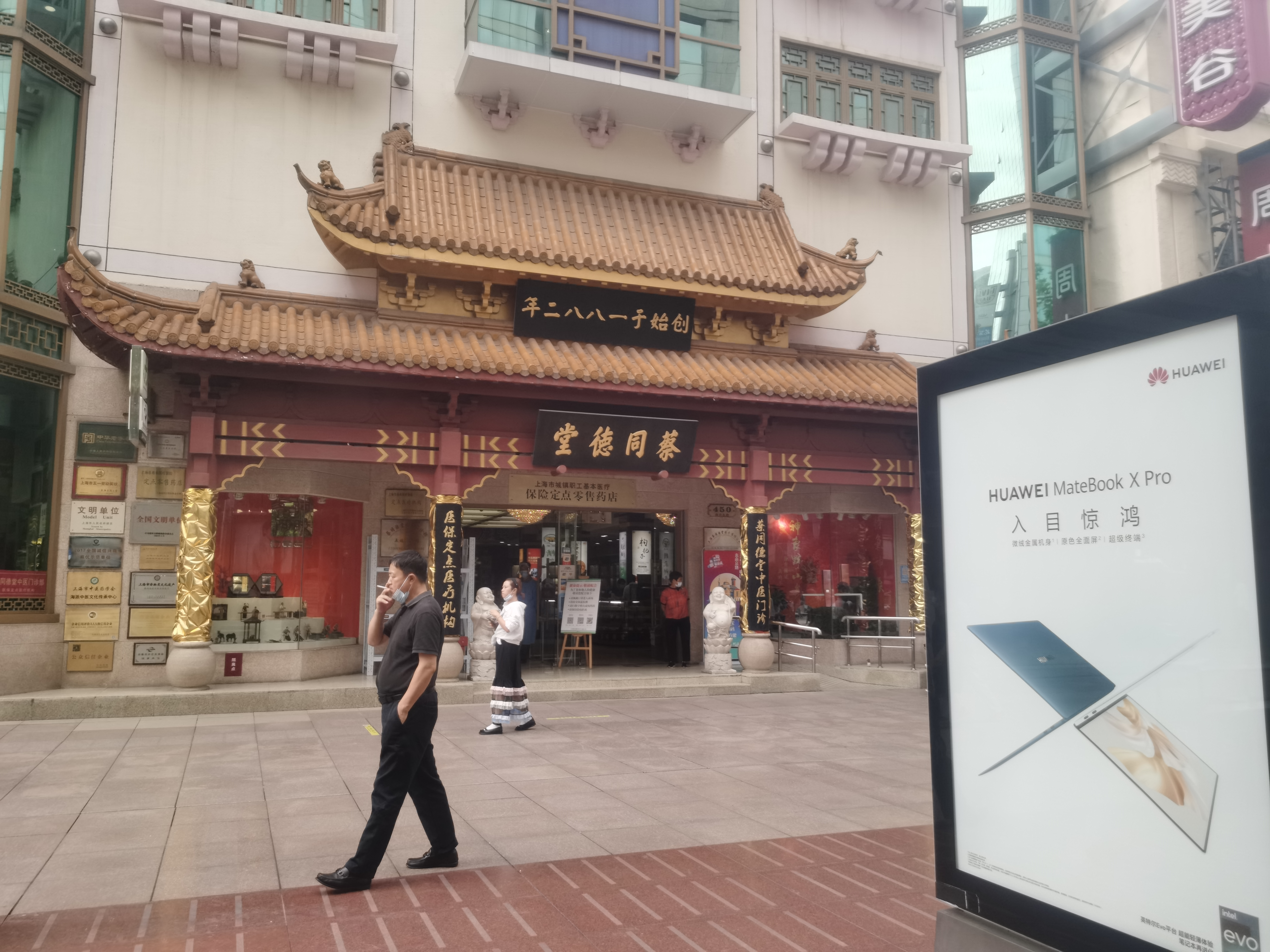
位于南京东路的蔡同德堂总店

上海蔡同德堂中药制药厂有限公司是中華人民共和國上海市一家中藥房和中藥生產商，隸屬於上海新世界股份有限公司。创办者为宁波籍人士蔡鸿仪。店鋪名「蔡同德堂」的匾牌由李鴻章書寫。最初位汉口。清朝光绪八年（1882年）迁至上海的抛球场北面（今河南中路455号）。1932年啟用鹿鶴壽星商標。1975年又迁至南京东路320号。2017年5月，上海阳光欧洲城投资发展集团有限公司、上海新世界股份有限公司共同出资组建上海蔡同德堂中药制药厂有限公司。公司工廠位於金山区枫泾工业区钱明西路501号，占地38200平方米，建筑面积20200平方米。

## 外部連結
- 官方网站